# Lacon incomptus
Lacon incomptus là một loài bọ cánh cứng trong họ Elateridae. Loài này được Kraatz miêu tả khoa học năm 1882.